# 東海大学付属本田記念幼稚園
認定こども園 東海大学付属本田記念幼稚園（にんていこどもえんとうかいだいがくふぞくほんだきねんようちえん）は神奈川県伊勢原市にある幼稚園。

## 概要
医学部や健康科学部がある東海大学伊勢原キャンパス内にある。
1973年（昭和48年）4月、松前重義の義兄で日本福音ルーテル派教会の牧師であった本田伝喜・安子夫妻の遺徳を偲び、その遺志と遺産の寄付をもとに開設。
恵まれた自然環境と教育環境のもとに施設を整え、体育・知育・情操の可能性を最大限に引き出せるよう、独特の試みを取り入れている。
2021年（令和3年）に行われた東海大学の定例理事会で、老朽化及び隣接する医学部の拡充に伴い、2026年3月31日に閉園することを発表した。

## 沿革
- 1973年（昭和48年）4月12日 - 開園[2]。
- 2024年（令和6年）4月 - 園児募集停止[3]。